# Guillaume Gazet

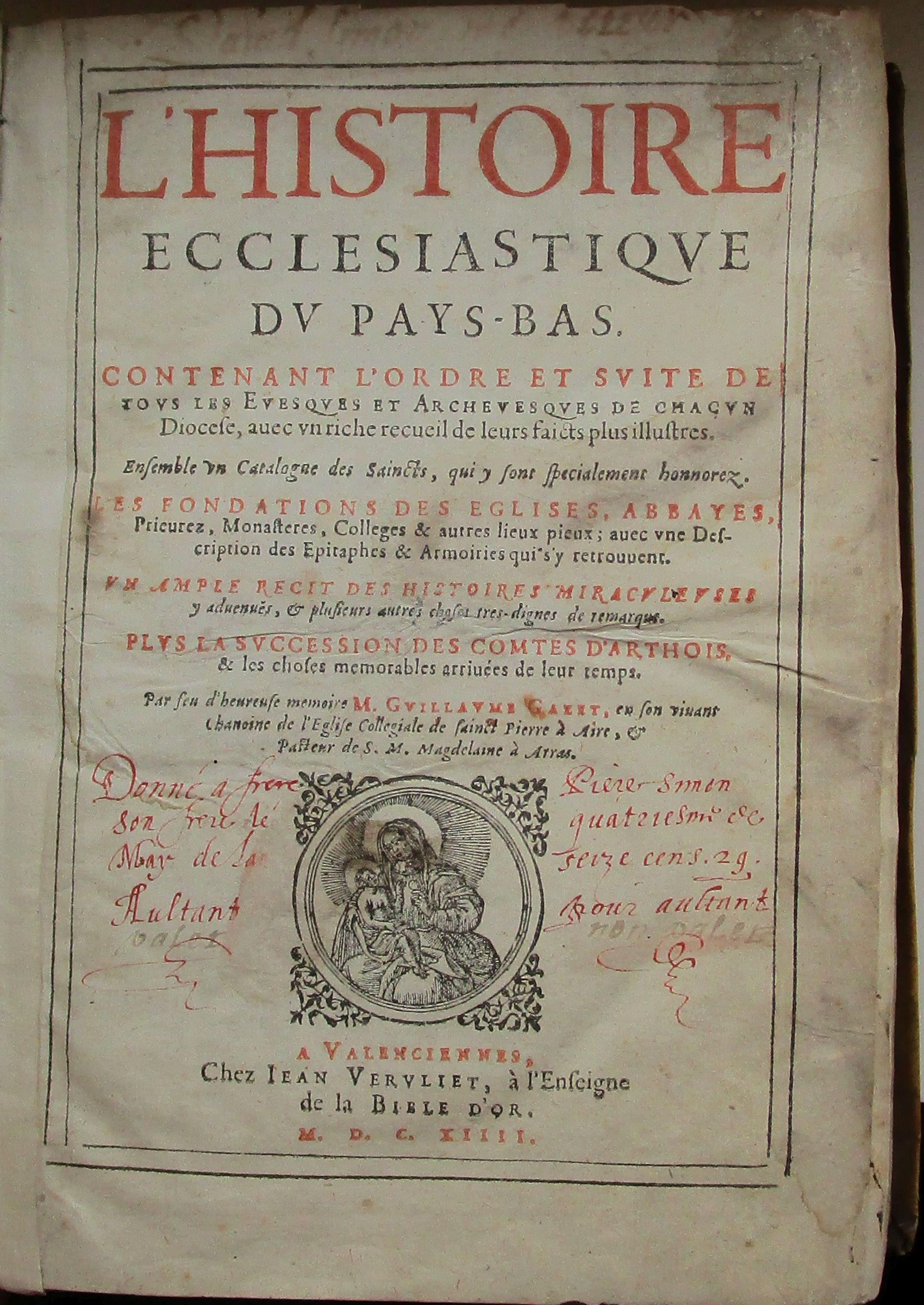
Titelpagina van Gazets kerkgeschiedenis van de Nederlanden (Valencijn, 1614)

Guillaume Gazet (ook: Gazée, Latijn: Gazaeus of Gazeus) (Ariën-aan-de-Leie 1554 – Atrecht, 25 augustus 1612) was een geestelijke, hagiograaf en kerkhistoricus uit de Habsburgse Nederlanden.
Hij was de broer van Antoine Gazet en de oom van Alard Gazet, Angelin Gazet en Nicolas Gazet, die ook als schrijver en vertaler actief waren.

## Leven
Gazet studeerde in Universiteit van Leuven en doceerde er ook enkele jaren aan artesfaculteit. In 1580 werd hij priester van de Sint-Maria-Magdalenakerk in Atrecht. Vanaf 1598 was hij daarnaast ook kanunnik van het kapittel van zijn geboortestad Ariën.
Hij overleed in Atrecht en werd er begraven in zijn parochiekerk.
Gazet schreef een hele reeks religieuze werken, waarvan de meeste in Dowaai en Atrecht werden gedrukt. Hij publiceerde onder meer een verzameling heiligenlevens (meermaals heruitgegeven in Parijs en Rouen), verschillende kerkhistorische werken over de bisdommen Kamerijk en Atrecht en een aantal devotiewerken. Hij blijft vooral bekend van zijn kerkgeschiedenis van de Nederlanden die postuum werd gepubliceerd door zijn neef Guillaume Moncarré in 1613 en 1614.

## Publicaties

### Als auteur
- Magdalis, comoedia sacra, Dowaai: Jean Bogard, 1589.
- L’ordre et suite des evesques et archevesques de Cambray, Atrecht: Gilles Bauduyn, 1597.
- L'ordre des evesques d'Arras depuis la separation de l'evesché de Cambray, Atrecht: Gilles Bauduyn, 1598.
- L'ordre et suyte des evesques de Cambray et d'Arras, Atrecht: Gilles Bauduyn, 1598.
- Briève histoire de la sacrée manne et de la sainte chandelle miraculeusement données de Dieu et religieusement conservées en la ville et cité d'Arras, Atrecht: Gilles Bauduyn, 1598. Heruitgaven in 1599, 1603, 1612, 1625, 1631, 1642 en 1646. Nederlandse vertaling: De historie vande H. Keerse vande H. Moeder Godts miraculeuselyck ghebrocht ende bewaert inde stede van Atrecht, Kortrijk: weduwe Jan van Ghemmert, 1636.
- Sommaire des pechez et cas de conscience, opgenomen in Juan de Polanco, Directoire des confesseurs, tres-brief, Dowaai: Jean Bogard, 1599 (p. 137–248).
- La cabinet des dames; contenant l'ornement spirituel de la femme, fille, et vefue chrestienne, Atrecht: Guillaume de la Rivière, 1602.
- Thesaurus precum et litaniarum, Atrecht: Robert Maudhuy, 1601.
- L'ordre et suite des evesques d'Arras jusques a messire Jean Richardot, Atrecht: Guillaume de la Rivière, 1604.
- Raymundus Jordanus, De vita et moribus religiosorum, Atrecht: Guillaume de la Rivière, 1606 (teksteditie door Gazet).
- Le consolateur des ames scrupuleuses, Atrecht: Robert Maudhuy, 1610. Heruitgave in 1617.
- Tableaux sacrez de la Gaule Belgique pourtraits au model du pontifical Romain, Atrecht: Guillaume de la Rivière, 1610.
- Histoire ecclesiastique du Pays-Bas. Contenant l'ordre et suite de tous les evesques et archeveques de chacun diocese, Atrecht: Guillaume de la Rivière en Valenciennes: Jan Vervliet/Atrecht: Guillaume de la Rivière, 1613-1614. Postume uitgave door Guillaume Moncarré.
- L'image de la religieuse reformée, tirée au modele des SS. dames fondatrices des ordres reformés, Atrecht: Guillaume de la Rivière, 1616. Postume uitgave door Guillaume Moncarré. In 1626 heruitgegeven on der de titel Les regles et constitutions des ordres reformez des Claristes, Brigittines, Annonciades, Carmelines, et Capucines.

### Als bewerker of samensteller
- Histoire de la vie des saincts, Atrecht, 1594 (vol. 1) en Atrecht: Jean Hulpeau, 1596 (vol. 2). Heruitgaven in 1608 (Parijs) en Rouen (1610, 1619, 1621)
- Jean Benedicti, La somme des pechés et le remede d'iceux, Atrecht: Robert Maudhuy, 1592.
- René Benoist, Heures de Nostre Dame, en Latin et en Francois, Dowaai: Jean Bogard, 1597 (herziening en correcties). Heruitgave in Dowaai in 1611.
- Juan de Polanco, Consolations tres-utiles, brieves et methodiques pour bien et fructueusement consoler et ayder les malades à l'article de la mort, Dowaai: Jean Bogard, 1599 (herziening en correcties).
- Robertus Obrizius, Hymnorum libri septem, Atrecht: Guillaume de la Rivière, 1592 (postume uitgave met opdrachtbrief door Gazet).